# Caligula fallax
Caligula fallax är en fjärilsart som beskrevs av Jordan 1911. Caligula fallax ingår i släktet Caligula och familjen påfågelsspinnare. Inga underarter finns listade i Catalogue of Life.